# Widerspruchsfrist
Die Widerspruchsfrist bezeichnet die Frist, in welcher durch Erhebung eines Widerspruchs verhindert werden kann, dass eine bestimmte Rechtsfolge eintritt.

## Bürgerliches Recht
Mietrecht
Ein Mieter einer Wohnung kann binnen einer Frist von zwei Monaten vor Beendigung des Mietverhältnisses der erklärten Kündigung widersprechen (§ 574b Abs. 2 BGB), sofern ihn der Vermieter rechtzeitig vor Ablauf dieser Frist auf die Möglichkeit des Widerspruchs sowie dessen Form und Frist hingewiesen hat.
Arbeitsrecht
Ein Arbeitnehmer, dessen Arbeitsverhältnis nach einem Verkauf des Betriebs auf den neuen Unternehmer übergehen würde, kann dem Übergang innerhalb eines Monats nach Zugang der Unterrichtung über den Betriebsübergang widersprechen (§ 613a Abs. 6 BGB).

## Lastschriftverfahren
Die Widerspruchsfrist bei Lastschriften durch Einzugsermächtigung beträgt in Deutschland bei autorisierten Lastschriften acht Wochen (§ 675x Abs. 4 BGB), bei nicht autorisierten Lastschriften 13 Monate. Innerhalb dieser Zeit ist ein Widerspruch ohne Angabe eines Grundes möglich. Details siehe Lastschrift.

## Rechnungsabschluss bei Bankkonten
Fehlbuchungen (z. B. nicht autorisierte Lastschriften, die ohne Auftrag vorgenommen wurden) muss der Kunde gemäß den AGB der Bank innerhalb sechs Wochen nach Zugang des Rechnungsabschlusses reklamieren. Auch nach dieser Frist kann eine Korrektur von Fehlbuchungen verlangt werden, die Beweislast verschiebt sich dann jedoch zum Kunden.

## Markenrecht
Im Markenrecht kann innerhalb einer Frist von drei Monaten nach dem Tag der Veröffentlichung der Eintragung einer Marke der Inhaber einer früher angemeldeten Marke gegen die Eintragung der Marke Widerspruch erheben (§ 42 MarkenG).

## Registerrecht
Schiffsregisterordnung
Gegen die beabsichtigte Löschung eines fälschlich eingetragenen Schiffs aus dem Register ist Widerspruch binnen einer von der Behörde zu setzenden angemessenen Frist, die mindestens drei Monate betragen muss, zulässig (§ 21 SchRegO).

## Verwaltungsrecht und Sozialrecht
Betroffene, die durch den Verwaltungsakt einer Behörde beschwert sind, können gegen diesen innerhalb eines Monats ab seiner Bekanntgabe Widerspruch erheben und damit die zuständige Behörde veranlassen, die Rechtmäßigkeit und die Zweckmäßigkeit der Entscheidung nachzuprüfen (§ 70 Verwaltungsgerichtsordnung (VwGO)). Entsprechendes gilt für den Fall, dass die Behörde den Erlass eines begehrten Verwaltungsaktes (wie etwa einer Genehmigung) ablehnt. 
Ist über das Widerspruchsrecht nicht oder nicht richtig belehrt worden, bleibt der Verwaltungsakt ein Jahr lang anfechtbar beziehungsweise kann so lange die Rechts- oder Zweckwidrigkeit der Versagung geltend gemacht werden (§ 58 VwGO). Der Widerspruch muss schriftlich oder zur Niederschrift erhoben werden. In der Regel darf erst nach Durchführung des Widerspruchverfahrens der Klageweg beschritten werden.
Die gleichen Fristen bestehen im sozialrechtlichen Vorverfahren. Sie ergeben sich aus § 36 SGB X in Verbindung mit § 84 SGG.

## Zivilprozess
Im gerichtlichen Mahnverfahren gibt es keine echte Widerspruchsfrist. Der Antragsgegner kann vielmehr gegen den Anspruch oder einen Teil des Anspruchs Widerspruch erheben, solange vom Gericht noch kein Vollstreckungsbescheid verfügt wurde (§ 694 Abs. 1 ZPO). Ein Vollstreckungsbescheid kann jedoch zwei Wochen nach Zustellung beantragt werden, so dass im Mahnbescheid darauf hingewiesen wird, dass ein Widerspruch innerhalb von zwei Wochen ab der Zustellung des Mahnbescheids eingelegt werden sollte (§ 692 Abs. 1 Nr. 3 und 4 ZPO).